# هارلینگتون، بدفوردشر
هارلینگتون (به انگلیسی: Harlington) یک روستا و محله مدنی در بریتانیا است که در Central Bedfordshire واقع شده‌است. هارلینگتون ۲٬۲۶۰ نفر جمعیت دارد.